# TT111
| i | mn · n | V29 | sw |

| i | mn · n | V29 | sw |

La tumba tebana TT111 se encuentra en Sheij Abd el-Qurna y forma parte de la Necrópolis tebana, en la orilla occidental del Nilo, frente a Luxor.
La tumba pertenece a Amenuahsu un alto funcionario de la Dinastía XIX del Antiguo Egipto que fue escriba de las Sagradas Escrituras del dominio de Amón (Casa de Vida) durante el reinado de Ramsés II. Amenuahsu era hijo de Simut, jefe de dibujantes y de la dama Uiay. Su esposa, llamada Iuy era cantante de Bubastis.
Otros títulos de Amenuahsu que aparecen en la tumba son: jefe en la Casa de Amón, sacerdote uab de Sejmet, el que purifica la mesa de ofrendas, jefe de la Fiesta de todos los dioses en su festividad anual, guía de la Barca (del Dios) asegurando hechizos de glorificación de su boca.

## Descripción
La tumba, de forma irregular, dispone de una sala transversal no completa, aunque decorada en el lado este y una cámara interior que se desvía de la perpendicularidad típica de las tumbas en 'T' invertidas del período. Está situada en un patio por el que también se accede a las tumbas TT50 y TT51. En las paredes del pasillo están representados el difunto y su esposa, así como un himno a Ra, y da acceso a la sala transversal en donde se muestran los campos de Iaru, temas del Libro de las Puertas y la confesión negativa del difunto en presencia de los dioses de la Ogdoada mientras se procede a pesar el alma. Un corredor, en cuyas paredes se representa al difunto y a su esposa purificada por sacerdotes, conduce a la cámara más interna.
La sala tiene inscripciones en el techo donde Amenuahsu es mencionado varias veces. Las escenas en la sala representan a Amenuahsu y su familia. En un lado hay una escena con Amenuhasu y sus padres Simut y Uiay. También está acompañado por su esposa Iuy e hijos. Su esposa es Señora de la casa y cantora de Bastet y Señora de Anj Tauy. Se incluyen sus hijos varones Ipu y Dedia, escriba de la Casa de Vida y de las varias hijas representadas, solo queda un nombre: el de la dama Merysejmet. También aparece un nieto llamado Jaemopet, escriba en la Casa de Vida e hijo de Merysejmet.
Es de resaltar que entre las inscripciones de la tumba aparece:
"La inscripción de esta tumba (fue realizada) por el escriba de la Casa de Vida, Amenuahsu, con sus propios dedos."